# Tamarana
Tamarana is een gemeente in de Braziliaanse deelstaat Paraná. De gemeente telt 11.577 inwoners (schatting 2009).

## Aangrenzende gemeenten
De gemeente grenst aan Londrina, Marilândia do Sul, Mauá da Serra, Ortigueira en São Jerônimo da Serra.